# 罗伯斯庇尔纪念碑
罗伯斯庇尔纪念碑是苏维埃俄国建立后最早建立的纪念碑，该纪念碑由苏俄领导人列宁下令，于1918年11月3日十月革命爆发一周年前夕建于莫斯科亚历山大公园中，属于纪念碑宣传的一部分。其他建有纪念碑的法国大革命人物有巴贝夫和马拉。由于当时正处于俄罗斯内战期间，俄国实行战时共产主义，可以用来制作纪念碑的材料有限，因此该纪念碑是用混凝土制作，11月7日当天已坍塌。